# Canone di Guerre stellari
Il canone di Guerre stellari è l'insieme delle pubblicazioni che formano la linea narrativa principale e riconosciuta ufficialmente dalla Lucasfilm riguardo all'universo di Guerre stellari.
I prodotti che fanno ufficialmente parte del canone sono: tutti i film della saga (la trilogia classica, la trilogia prequel e la trilogia sequel), i film spin-off della serie Star Wars Anthology, il film d'animazione Star Wars: The Clone Wars, le serie animate Star Wars: The Clone Wars, Star Wars Rebels, Star Wars Resistance e Star Wars: The Bad Batch e tutti i libri, fumetti e videogiochi usciti a partire dal 25 aprile 2014, data di introduzione del nuovo canone da parte della Disney. A partire da questa data i prodotti di Guerre stellari dell'Universo espanso vengono esclusi dalla nuova continuity e raggruppati sotto il logo Star Wars Legends.

## Storia editoriale

### Gli inizi
Nei primi prodotti di Guerre stellari, non vi era alcuna organizzazione nel canone. I film, i romanzi, i fumetti e i drammi radiofonici erano prodotti senza alcun tipo di controllo da parte di George Lucas o della Lucasfilm.
Alla creazione di nuovi romanzi di Guerre stellari all'inizio del 1991 con L'erede dell'Impero di Timothy Zahn, il reparto editoriale della Lucas Licensing utilizzò una nuova strategia editoriale: invece di libri autoconclusivi, i nuovi romanzi avrebbero avuto una trama collegata tra loro. Secondo le dichiarazioni del direttore editoriale della Lucas Licensing, Sue Rostoni:

### Prime definizioni del canone
Il canone fu definito per la prima volta in un'intervista del 1994 con Sue Rostoni della Lucas Licensing e Allan Kausch nel numero #23 di Star Wars Insider:
Nell'introduzione della ristampa del 1994 del libro La gemma di Kaiburr, Lucas spiega la sua visione sull'evoluzione della saga:
(George Lucas, nell'introduzione dell'edizione inglese del 1994 de La gemma di Kaiburr)

### Holocron continuity database
Nel 1996 la Lucasfilm diede vita al primo di una serie di progetti multimediali sotto il nome de L'ombra dell'Impero: il progetto prevedeva, tra le altre cose, un romanzo, una serie a fumetti, un videogioco, una nuova linea di giocattoli prodotta dalla Kenner, oltre ai manuali per il gioco di ruolo. Tutto questo nuovo materiale inedito, oltre a nuovamente l'interesse del pubblico per il marchio, portò anche problemi di coerenza e, in alcuni casi, si resero necessarie delle retcon.
Per evitare il problema delle incongruenze, che con il gran numero di prodotti si sarebbero fatte sempre più frequenti, la Lucasfilm decise di riorganizzare i prodotti dell'universo di Guerre stellari. Nel 2000 la Lucas Licensing diede a Leland Chee il compito di creare un database per la continuity della saga denominato "Holocron".
Come ogni altro aspetto della storia di Guerre stellari, l'Holocron deve seguire le regole di canonicità della saga, ed è diviso in cinque livelli: G-canon, T-canon, C-canon, S-canon, ed N-canon:
- G (George Lucas) canon: è il canone principale. In questa categoria ricadono i progetti personali di George Lucas (la trilogia originale e prequel).Il G-canon è superiore a qualsiasi altra forma di canone.
- T (television) canon: si riferisce ai prodotti televisivi, come la serie animata Star Wars: The Clone Wars.
- C (continuity) canon: si riferisce alla maggior parte del materiale dell'Universo espanso ed era il secondo nella gerarchia di autorità, prima dell'introduzione del canone T. Tutto quello pubblicato su Guerre stellari e che non ricade in altre categorie è C-canon[4].

Il 25 aprile 2014, tutti i prodotti che facevano parte del C-canon sono stati ufficialmente degradati a canone N, in quanto sostituiti dai nuovi prodotti.
- S (secondary) canon: è solitamente associato a storie vecchie, meno accurate o meno coerenti con l'Universo espanso, che non si adattano perfettamente a canoni superiori, come ad esempio il romanzo La gemma di Kaiburr, alcuni dei primi fumetti della Marvel[5] o The Star Wars Holiday Special[6].
- N canon (detto anche "non-canon" o "non-continuity"): è costituito da storie alternative (pubblicate sotto l'etichetta Infinities) e da qualsiasi cosa non si adegui a canoni superiori. Le storie N canon non sono considerate canoniche.

## Acquisizione Disney e nuovo canone
Dopo l'acquisto di Lucasfilm da parte di The Walt Disney Company, il 30 ottobre 2012, vennero avviati i preparativi per una "trilogia sequel" che avrebbe narrato una storia originale successiva alle vicende del Il ritorno dello Jedi, piuttosto che appoggiarsi sul materiale dell'Universo espanso, introducendo di fatto una nuova continuity.
(Annuncio nel sito StarWars.com del nuovo corso della Lucasfilm che divide il nuovo canone dallo Star Wars Legends)
Il 25 aprile 2014, tramite il proprio sito, la Disney/Lucasfilm introduce il nuovo canone di Guerre stellari eliminando dal canone il vecchio Universo espanso, rinominandolo Star Wars Legends. L'eliminazione del vecchio UE è stata fatta affinché gli sceneggiatori dei nuovi film avessero la massima libertà creativa, molte parti del nuovo canone potrebbero comunque essere ispirate da materiale Legends, come nel caso di personaggi, pianeti o specie.
"Ci troviamo ad una svolta senza precedenti di nuovo intrattenimento di Guerre stellari all’orizzonte", ha detto Kennedy. "Ci siamo posti di portare Guerre stellari di nuovo sul grande schermo e continuare l'avventura tramite giochi, libri, fumetti e nuove piattaforme in via di sviluppo. Questo futuro di narrazione interconnessa consentirà agli appassionati di esplorare la galassia in maniera più profonda di quanto sia mai stato."»
(Annuncio su StarWars.com del nuovo canone della Lucasfilm che comprenderà ogni nuovo prodotto.)
Attualmente il canone comprende i nove film delle tre trilogie storiche, il film animato The Clone Wars, i due film della serie Anthology, le serie animate The Clone Wars e Rebels, il fumetto Darth Maul - Figlio di Dathomir e tutti i prodotti pubblicati a partire dal 25 aprile 2014.

## Prodotti del canone

### Film

#### Filmlive action
- Guerre stellari (1977)
- L'Impero colpisce ancora (1980)
- Il ritorno dello Jedi (1983)
- Star Wars - Episodio I - La minaccia fantasma (1999)
- Star Wars - Episodio II - L'attacco dei cloni (2002)
- Star Wars - Episodio III - La vendetta dei Sith (2005)
- Star Wars - Il risveglio della Forza (2015)
- Rogue One: A Star Wars Story (2016)
- Star Wars - Gli ultimi Jedi (2017)
- Solo: A Star Wars Story (2018)
- Star Wars - L'ascesa di Skywalker (2019)
- The Mandalorian and Grogu (2026)
- Star Wars: Starfighter (2027)

#### Film d'animazione
- Star Wars: The Clone Wars (2008)

### Serie televisive

#### Serielive action
- The Mandalorian (2019-in corso): ambientata cinque anni dopo le vicende de Il ritorno dello Jedi
- The Book of Boba Fett (2021): ambientata tra la seconda e la terza stagione di The Mandalorian[7]
- Obi-Wan Kenobi (2022): ambientata dieci anni dopo La vendetta dei Sith[7]
- Andor (2022-2025): ambientata cinque anni prima di Rogue One[7]
- Ahsoka (2023-in corso): ambientata dopo gli eventi delle prime tre stagioni di The Mandalorian e la serie The Book of Boba Fett[8]
- The Acolyte - La seguace (2024): ambientata durante la tarda epoca dell'Alta Repubblica e un secolo prima de La minaccia fantasma[8][7]
- Skeleton Crew (2024): ambientata dopo le vicende de Il ritorno dello Jedi[8][9]

#### Serie d'animazione
- Star Wars: The Clone Wars (2008-2020): ambientata nel periodo tra gli Episodi II e III
- Star Wars Rebels (2014-2018): ambientata tra gli avvenimenti degli Episodi III e IV
- Star Wars Resistance (2018-2020): ambientata circa sei mesi prima di Star Wars - Il risveglio della Forza e incentrata sul personaggio di Kazuda Xiono
- Star Wars: The Bad Batch (2021-2024): sequel di Star Wars: The Clone Wars, ambientata subito dopo Star Wars - Episodio III - La vendetta dei Sith[7]
- Star Wars: Tales (2022-in corso), serie antologica:
  - Star Wars: Tales of the Jedi (2022): segue le vicende di Ahsoka Tano e il Conte Dooku
  - Star Wars: Tales of the Empire (2024): segue le vicende di Morgan Elsbeth e Barriss Offee
  - Star Wars: Tales of the Underworld (2025): segue le vicende di Asajj Ventress e Cad Bane

##### Micro-serie e cortometraggi d'animazione
- Blips (2017)
- Star Wars: Forces of Destiny (2017-2018): tratta i principali personaggi femminili della saga, tra cui Leila Organa, Rey, Jyn Erso, Ahsoka Tano e Padmé Amidala
- Galaxy of Adventures (2018-2020)
- Roll Out (2019-2020)
- Galaxy of Creatures (2021-2023)
- Galactic Pals (2022)
- Zen – Grogu and Dust Bunnies (cortometraggio, 2022)

### Fumetti
- Star Wars: Darth Maul - Figlio di Dathomir (Darth Maul: Son of Dathomir) di Jeremy Barlow (2014)
- Star Wars di Jason Aaron, Chris Eliopoulos, Kieron Gillen, Greg Pak, Kelly Thompson (2015-2019)
- Star Wars: Darth Vader di Kieron Gillen (2015-2016)
- Star Wars: Principessa Leia (Princess Leia) di Mark Waid (2015)
- Star Wars: Kanan di Greg Weisman (2015-2016)
- Star Wars: Lando di Charles Soule (2015)
- Star Wars: L'Impero a pezzi (Shattered Empire) di Greg Rucka (2015)
- Star Wars di Hong Jac Ga (2015-2016)
- Star Wars: Chewbacca di Gerry Duggan (2015)
- Star Wars: Vader colpito (Vader Down) di Jason Aaron, Kieron Gillen (2015-2016)
- Star Wars: Obi-Wan & Anakin di Charles Soule (2016)
- Poe Dameron di Charles Soule (2016-2018)
- C-3PO di James Dale Robinson (2016)
- Star Wars: Han Solo di Marjorie Liu (2016)
- Star Wars: Il risveglio della Forza (The Force Awakens) di Chuck Wendig (2016)
- Star Wars: Dottoressa Aphra (Doctor Aphra) di Kieron Gillen, Simon Spurrier (2016-2019)
- Star Wars: Darth Maul di Cullen Bunn (2017)
- The Weapon of a Jedi di Alec Worley (2017)
- Rogue One di Jody Houser (2017)
- Lost Stars di Yusaku Komiyama (2017-2019)
- The Screaming Citadel di Kieron Gillen (2017)
- Star Wars: Darth Vader: Signore Oscuro dei Sith (Darth Vader: Dark Lord of the Sith) di Charles Soule (2017-2018)
- Star Wars Adventures (2017-2020)
- Rogue One: Cassian & K-2SO di Duane Swierczynski (2017)
- Star Wars: Jedi della Repubblica – Mace Windu (Jedi of the Republic – Mace Windu) di Matt Owens (2017)
- Star Wars: Capitano Phasma (Captain Phasma) di Kelly Thompson (2017)
- The Last Jedi: The Storms of Crait di Ben Acker, Ben Blacker (2017)
- Smuggler's Run di Alec Worley (2018)
- Forces of Destiny (2018)
- The Last Jedi: DJ – Most Wanted di Ben Acker, Ben Blacker (2018)
- Thrawn di Jody Houser (2018)
- The Last Jedi di Gary Whitta (2018)
- Lando - Lascia o raddoppia (Lando: Double or Nothing) di Rodney Barnes (2018)
- Beckett di Gerry Duggan (2018)
- Star Wars Adventures: Tales from Vader's Castle di Cavan Scott (2018)
- Solo: A Star Wars Story di Robbie Thompson (2018-2019)
- Han Solo: Cadetto Imperiale (Han Solo: Imperial Cadet) di Robbie Thompson (2018-2019)
- L'età della Repubblica (Age of Republic) di Jody Houser (2018-2019)
- Vader: Dark Visions di Dennis Hallum (2019)
- L'età della Ribellione (Age of Rebellion) di Greg Pak (2019)
- Caccia TIE (TIE Fighter) di Jody Houser (2019)
- Galaxy's Edge di Ethan Sacks (2019)
- Leia Organa: Ordeal of the Princess di Haruichi (2019)
- Target Vader di Robbie Thompson (2019)
- L'età della Resistenza (Age of Resistance) di Tom Taylor (2019)
- Jedi Fallen Order - Il Tempio Oscuro (Jedi Fallen Order: Dark Temple) di Matthew Rosenberg (2019)
- Star Wars Adventures: Return to Vader's Castle di Cavan Scott (2019)
- Allegiance di Ethan Sacks (2019)
- Star Wars Rebels di Akira Aoki (2019-in corso)
- The Rise of Kylo Ren di Charles Soule (2019-2020)
- Star Wars di Charles Soule (2020-in corso)
- The Legends of Luke Skywalker - The Manga di AA.VV. (2020)
- Darth Vader di Greg Pak (2020-in corso)
- Bounty Hunters di Ethan Sacks (2020-in corso)
- Star Wars Adventures: The Clone Wars – Battle Tales di Michael Moreci (2020)
- Doctor Aphra di Alyssa Wong (2020-in corso)
- Star Wars Adventures (2020-in corso)
- Star Wars Adventures: Shadow of Vader's Castle di Cavan Scott (2020)
- L'Alta Repubblica (The High Republic) di Cavan Scott (2021-in corso)
- L'Alta Repubblica Avventure (The High Republic Adventures) di Daniel José Older (2021-)
- Star Wars: The High Republic – Trail Of Shadows di Daniel José Older (2021-2022)[10]

#### Romanzi a fumetti
- Star Wars: The Original Trilogy – A Graphic Novel di Alessandro Ferrari (2016)
- Star Wars: The Prequel Trilogy – A Graphic Novel di Alessandro Ferrari (2017)
- Spark of Rebellion: A Star Wars Rebels Cinestory Comic (2017)
- Star Wars: The Force Awakens Graphic Novel Adaptation di Alessandro Ferrari (2017)
- Star Wars: A New Hope Cinestory Comic (2017)
- Path of the Jedi: A Star Wars Rebels Cinestory Comic (2017)
- Star Wars: Rogue One Graphic Novel Adaptation di Alessandro Ferrari (2017)
- Maul: A Star Wars Rebels Cinestory Comic (2018)
- Star Wars: The Empire Strikes Back Cinestory Comic (2018)
- Star Wars: The Last Jedi Graphic Novel Adaptation di Alessandro Ferrari (2018)
- Forces of Destiny: May the Force Be with Us Cinestory Comic (2019)
- Star Wars: Solo Graphic Novel Adaptation di Alessandro Ferrari (2019)
- Star Wars: Return of the Jedi Cinestory Comic (2019)
- Star Wars: The Rise of Skywalker Graphic Novel Adaptation di Alessandro Ferrari (2021)

### Libri

#### 2014
- Rise of the Rebels di Michael Kogge
- Chopper Saves the Day di Elizabeth Schaefer
- Zeb to the Rescue di Michael Siglain
- Ezra and the Pilot di Jennifer Heddle
- Ezra's Gamble di Ryder Windham
- Una nuova alba (A New Dawn) di John Jackson Miller
- Escape from Darth Vader di Michael Siglain
- The Adventures of Luke Skywalker, Jedi Knight di Tony DiTerlizzi
- Servants of the Empire: Edge of the Galaxy di Jason Fry
- Ezra's Wookiee Rescue di Meredith Rusu
- The Rebellion Begins di Michael Kogge
- Tarkin di James Luceno
- Droids in Distress di Michael Kogge
- The Inquisitor's Trap di Meredith Rusu

#### 2015
- Sabine's Art Attack di Jennifer Heddle
- The Secret Jedi: The Adventures of Kanan Jarrus: Rebel Leader di Benjamin Harper
- Episode IV: A New Hope Read-Along Storybook and CD di Randy Thornton
- Servants of the Empire: Rebel in the Ranks di Jason Fry
- Star Wars: L'erede dei Jedi (Heir to the Jedi) di Kevin Hearne
- Episode V: The Empire Strikes Back Read-Along Storybook and CD di Randy Thornton
- Ezra's Duel with Danger di Michael Kogge
- Hera's Phantom Flight di Elizabeth Schaefer
- Use the Force! di Michael Siglain
- Episode VI: Return of the Jedi Read-Along Storybook and CD di Randy Thornton
- Star Wars: I signori dei Sith (Lords of the Sith) di Paul S. Kemp
- Rescue from Jabba's Palace di Michael Siglain
- Always Bet on Chopper di Meredith Rusu
- Battle to the End di Michael Kogge
- Star Wars: L'apprendista del Lato Oscuro (Dark Disciple) di Christie Golden
- Servants of the Empire: Imperial Justice di Jason Fry
- The Phantom Menace di Courtney Carbone
- Attack of the Clones di Geof Smith
- Revenge of the Sith di Geof Smith
- A New Hope di Geof Smith
- The Empire Strikes Back di Geof Smith
- Return of the Jedi di Geof Smith
- Star Wars in Pictures: The Original Trilogy di Ryder Windham
- Kanan's Jedi Training di Elizabeth Schaefer
- Ewoks Join the Fight di Michael Siglain
- The Original Trilogy Stories di Ivan Cohen, Calliope Glass, Trey King, Meredith Rusu, Elizabeth Schaefer, Andy Schmidt, Rebecca L. Schmidt e Michael Siglain
- Lost Stars di Claudia Gray
- Smuggler's Run: A Han Solo & Chewbacca Adventure di Greg Rucka
- The Weapon of a Jedi: A Luke Skywalker Adventure di Jason Fry
- Moving Target: A Princess Leia Adventure di Cecil Castellucci
- Star Wars: Aftermath di Chuck Wendig
- The Power of the Dark Side di Benjamin Harper
- A New Hope: The Princess, the Scoundrel, and the Farm Boy di Alexandra Bracken
- The Empire Strikes Back: So You Want to Be a Jedi? di Adam Gidwitz
- Return of the Jedi: Beware the Power of the Dark Side! di Tom Angleberger
- Servants of the Empire: The Secret Academy di Jason Fry
- TIE Fighter Trouble di Brooke Vitale
- Battlefront: Compagnia Twilight (Battlefront: Twilight Company) di Alexander Freed
- AT-AT Attack! di Calliope Glass
- 5-Minute Star Wars Stories di Brooke Dworkin, Calliope Glass, Trey King, Elizabeth Schaefer, Andy Schmidt e Rebecca L. Schmidt
- Before the Awakening di Greg Rucka
- Finn & the First Order di Elizabeth Schaefer
- Rey Meets BB-8 di Elizabeth Schaefer
- Finn & Rey Escape! di Michael Siglain
- Han & Chewbe Return! di Michael Siglain
- Lightsaber Rescue di Erin Rose Wage

#### 2016
- Star Wars: Il risveglio della Forza (The Force Awakens) di Alan Dean Foster
- Death Star Battle
- Rolling with BB-8! di Benjamin Harper
- Star Wars: The Force Awakens: A Junior Novel di Michael Kogge
- The Force Awakens: Rey's Story di Elizabeth Schaefer
- Adventures in Wild Space: The Escape di Cavan Scott
- Adventures in Wild Space: The Snare di Cavan Scott
- Adventures in Wild Space: The Nest di Tom Huddleston
- The Force Awakens (storybook) di Elizabeth Schaefer
- The Force Awakens Read-Along Storybook and CD di Elizabeth Schaefer
- Bounty Hunt di Katrina Pallant
- The Force Awakens Golden Book di Christopher Nicholas
- Bloodline di Claudia Gray
- Finn and Poe Team Up! di Nate Millici
- Adventures in Wild Space: The Steal di Cavan Scott
- Adventures in Wild Space: The Dark di Tom Huddleston
- Aftermath: Life Debt di Chuck Wendig
- Chaos at the Castle di Nate Millici
- The Chewbacca Story di Benjamin Harper
- The Force Awakens: Finn's Story di Jesse J. Holland
- Star Wars: Ahsoka di E. K. Johnston
- Trapped in the Death Star! di Michael Siglain
- Luke and the Lost Jedi Temple di Jason Fry
- Catalyst: A Rogue One Story (Catalyst: A Rogue One Novel) di James Luceno
- Leia and the Great Island Escape di Jason Fry
- Rogue One: A Star Wars Story di Alexander Freed
- Star Wars: Rogue One: A Junior Novel di Matt Forbeck
- Star Wars: Rogue One: Secret Mission di Jason Fry

#### 2017
- The Phantom Menace Read-Along Storybook and CD di Elizabeth Schaefer
- Rey to the Rescue! di Lisa Stock
- Poe and the Missing Ship di Nate Millici
- The Fight in the Forest di Nate Millici
- Attack of the Clones Read-Along Storybook and CD di Randy Thornton
- Aftermath: Empire's End di Chuck Wendig
- Revenge of the Sith Read-Along Storybook and CD di Elizabeth Schaefer
- Join the Resistance di Ben Acker
- Adventures in Wild Space: The Cold di Cavan Scott
- Star Wars: Thrawn di Timothy Zahn
- Rebel Rising di Beth Revis
- Guardians of the Whills di Greg Rucka
- Trouble on Tatooine di Nate Millici
- Han and the Rebel Rescue di Nate Millici
- Adventures in Wild Space: The Rescue di Tom Huddleston
- Star Wars: A New Hope di Ryder Windham
- Star Wars: The Empire Strikes Back di Ryder Windham
- Star Wars: Return of the Jedi di Ryder Windham
- The Rise of a Hero di Louise Simonson
- Captured on Cloud City di Nate Millici
- Battlefront II: Inferno Squad di Christie Golden
- Forces of Destiny: Daring Adventures: Volume 1 di Emma Carlson Berne
- Leia, Princess of Alderaan di Claudia Gray
- A Leader Named Leia di Jennifer Heddle
- Star Wars: Phasma di Delilah S. Dawson
- BB-8 on the Run di Drew Daywalt
- The Prequel Trilogy Stories di S.T. Bende, Ivan Cohen, Meredith Rusu, Elizabeth Schaefer, Andy Schmidt, Rebecca L. Schmidt
- Forces of Destiny: Daring Adventures: Volume 2 di Emma Carlson Berne
- Join the Resistance: Escape from Vodran di Ben Acker
- The Legends of Luke Skywalker di Ken Liu
- 5-Minute Star Wars Stories Strike Back di S.T. Bende, Calliope Glass, Ella Patrick, Meredith Rusu, Rebecca L. Schmidt
- The Last Jedi: Cobalt Squadron di Elizabeth Wein
- The Last Jedi: Rey's Journey di Ella Patrick
- The Last Jedi: Rose and Finn's Secret Mission di Ella Patrick
- Chewbe and the Porgs di Kevin Shinick

#### 2018
- Forces of Destiny: The Leia Chronicles di Emma Carlson Berne
- Forces of Destiny: The Rey Chronicles di Emma Carlson Berne
- Star Wars: The Last Jedi: Expanded Edition di Jason Fry
- Star Wars: The Last Jedi: A Junior Novel di Michael Kogge
- The Last Jedi (storybook) di Elizabeth Schaefer
- The Last Jedi Read-Along Storybook and CD di Elizabeth Schaefer
- Choose Your Destiny: A Han & Chewbe Adventure di Cavan Scott
- Chewbe and the Courageous Kid
- Last Shot di Daniel José Older
- Most Wanted di Rae Carson
- Solo: A Star Wars Story: Train Heist di Ella Patrick
- The Mighty Chewbacca in the Forest of Fear! di Tom Angleberger
- Thrawn: Alliances di Timothy Zahn
- Join the Resistance: Attack on Starkiller Base di Ben Acker e Ben Blacker
- Solo: A Star Wars Story: Expanded Edition di Mur Lafferty
- Solo: A Star Wars Story: A Junior Novel di Joe Schreiber
- Galactic Adventures Storybook Collection di AA.VV.
- Lando's Luck di Justina Ireland
- Choose Your Destiny: A Luke & Leia Adventure di Cavan Scott
- Solo: A Star Wars Story Golden Book di Barbara Winthrop

#### 2019
- Pirate's Price di Lou Anders
- Queen's Shadow di E. K. Johnston
- Choose Your Destiny: An Obi-Wan & Anakin Adventure di Cavan Scott
- Master & Apprentice di Claudia Gray
- C-3PO Does NOT Like Sand! di Caitlin Kennedy
- Alphabet Squadron di Alexander Freed
- Thrawn: Treason di Timothy Zahn
- A Crash of Fate di Zoraida Córdova
- Galaxy's Edge: Black Spire di Delilah S. Dawson
- Dooku: Jedi Lost di Cavan Scott
- The Skywalker Saga di Delilah S. Dawson
- Force Collector di Kevin Shinick
- Choose Your Destiny: A Finn & Poe Adventure di Cavan Scott
- Spark of the Resistance di Justina Ireland
- Resistance Reborn di Rebecca Roanhorse

#### 2020
- R2-D2 is LOST! di Caitlin Kennedy
- Star Wars: The Rise of Skywalker: Expanded Edition di Rae Carson
- Star Wars: The Rise of Skywalker: A Junior Novel di Michael Kogge
- Queen's Peril di E. K. Johnston
- Shadow Fall di Alexander Freed
- Poe Dameron: Free Fall di Alex Segura
- Thrawn Ascendancy: Chaos Rising di Timothy Zahn
- The Mandalorian: This is the Way di Christopher Nichols
- Elee & Me di Amy Ratcliffe
- The Mandalorian: A Clan of Two di Brooke Vitale
- The Mandalorian: Allies & Enemies di Brooke Vitale
- The Vow of Silver Dawn di His Majesty the King

#### 2021
- L'Alta Repubblica: La luce dei Jedi (The High Republic: Light of the Jedi) di Charles Soule
- The High Republic: The Great Jedi Rescue di Cavan Scott
- L'Alta Repubblica: Una prova di coraggio (The High Republic: A Test of Courage) di Justina Ireland
- Star Wars: The Mandalorian Junior Novel di Joe Schreiber

### Videogiochi
- Star Wars Journeys: The Phantom Menace (2014)
- Star Wars Rebels: Ghost Raid (2014)
- Star Wars: Commander (2014): ambientato prima, durante e dopo le vicende di Guerre stellari
- Star Wars Rebels: Rebel Strike (2014)
- Star Wars Journeys: Beginnings (2014)
- Star Wars Rebels: Recon Missions (2015)
- Star Wars: Heroes Path (2015)
- Star Wars: Uprising (2015): ambientato nel periodo immediatamente successivo a Il ritorno dello Jedi
- Star Wars Rebels: Team Tactics (2015)
- Star Wars Rebels: Strike Missions (2015)
- Star Wars: Battlefront (2015)
- Yoda's Jedi Training (2016)
- Star Wars: Boots on the Ground (2017)
- Star Wars Rebels: Special Ops (2017)
- Star Wars: Battlefront II  (2017): ambientato tra il periodo de Il ritorno dello Jedi e de Il risveglio della Forza
- Droid Repair Bay (2017)
- Secrets of the Empire (2017)
- Vader Immortal (2019)
- Star Wars Jedi: Fallen Order (2019): ambientato tra gli eventi de La vendetta dei Sith e di Rogue One, narra la storia di un padawan di nome Cal Kestis
- Squadrons (2020)
- Tales from the Galaxy's Edge (2020)
- Star Wars Jedi: Survivor (2023): sequel di Star Wars Jedi: Fallen Order.
- Star Wars Outlaws (2024)

## Prodotti non canonici

### Film
- The Star Wars Holiday Special (1978)
- L'avventura degli Ewoks (1984)
- Il ritorno degli Ewoks (1985)

### Serie televisive

#### Serie d'animazione
- Droids Adventures (1985)
- Ewoks (1985-1986)
- Star Wars: Clone Wars (2003-2005)
- Star Wars: Visions (2021-in corso)